# Лафаєтт (Індіана)
Лафаєтт (англ. Lafayette) — місто (англ. city) в США, в окрузі Тіппікану штату Індіана. Населення — 70 783 особи (2020).

## Географія
Лафаєтт розташований за координатами 40°23′58″ пн. ш. 86°51′42″ зх. д. / 40.39944° пн. ш. 86.86167° зх. д. (40.399425, -86.861699).  За даними Бюро перепису населення США в 2010 році місто мало площу 71,85 км², уся площа — суходіл. В 2017 році площа становила 76,40 км², з яких 76,07 км² — суходіл та 0,33 км² — водойми.

### Клімат
| Клімат : Лафаєтт                                   | Клімат : Лафаєтт | Клімат : Лафаєтт | Клімат : Лафаєтт | Клімат : Лафаєтт | Клімат : Лафаєтт | Клімат : Лафаєтт | Клімат : Лафаєтт | Клімат : Лафаєтт | Клімат : Лафаєтт | Клімат : Лафаєтт | Клімат : Лафаєтт | Клімат : Лафаєтт | Клімат : Лафаєтт |
| Показник                                           | Січ.             | Лют.             | Бер.             | Квіт.            | Трав.            | Черв.            | Лип.             | Серп.            | Вер.             | Жовт.            | Лист.            | Груд.            | Рік              |
| Абсолютний максимум, °C                            | 20,6             | 23,3             | 27,8             | 31,7             | 33,9             | 40,0             | 41,1             | 36,7             | 38,9             | 33,3             | 26,7             | 21,7             | 41,1             |
| Середній максимум, °C                              | −0,2             | 2,7              | 9,2              | 15,9             | 22,4             | 27,4             | 29,2             | 28,1             | 24,9             | 18,2             | 9,9              | 2,7              | 15,9             |
| Середній мінімум, °C                               | −9,8             | −7,6             | −1,8             | 3,7              | 9,8              | 14,9             | 16,9             | 15,8             | 11,4             | 5,2              | −0,2             | −6,4             | 4,4              |
| Абсолютний мінімум, °C                             | −36,1            | −30,6            | −26,1            | −15,6            | −4,4             | 2,2              | 5,6              | 2,2              | −3,3             | −7,2             | −18,9            | −31,7            | −36,1            |
| Норма опадів, мм                                   | 49               | 44               | 76               | 83               | 106              | 111              | 99               | 95               | 71               | 62               | 77               | 65               | 937              |
| Днів з опадами                                     | 9,6              | 7,7              | 10,2             | 10,9             | 10,6             | 10,4             | 8,9              | 8,4              | 7,6              | 8,3              | 9,8              | 10,1             | 112,5            |
| Днів зі снігом                                     | 5,3              | 3,3              | 1,7              | 0,3              | 0                | 0                | 0                | 0                | 0                | 0,1              | 0,9              | 3,5              | 15,1             |
| -------------------------------------------------- | ---------------- | ---------------- | ---------------- | ---------------- | ---------------- | ---------------- | ---------------- | ---------------- | ---------------- | ---------------- | ---------------- | ---------------- | ---------------- |
| Джерело: The Weather Channel (January record high) |                  |                  |                  |                  |                  |                  |                  |                  |                  |                  |                  |                  |                  |

## Демографія
Згідно з переписом 2010 року, у місті мешкало 67 140 осіб у 28 545 домогосподарствах у складі 15 863 родин. Густота населення становила 934 особи/км².  Було 31260 помешкань (435/км²).
Расовий склад населення:
| - 83,6 % — білих - 6,2 % — чорних або афроамериканців - 1,4 % — азіатів - 0,4 % — корінних американців - 5,8 % — осіб інших рас |

До двох чи більше рас належало 2,7 %. Частка іспаномовних становила 12,1 % від усіх жителів.
За віковим діапазоном населення розподілялося таким чином: 23,8 % — особи молодші 18 років, 64,9 % — особи у віці 18—64 років, 11,3 % — особи у віці 65 років та старші. Медіана віку мешканця становила 31,9 року. На 100 осіб жіночої статі у місті припадало 94,9 чоловіків;  на 100 жінок у віці від 18 років та старших — 93,0 чоловіків також старших 18 років.
Середній дохід на одне домашнє господарство  становив 49 810 доларів США (медіана — 40 419), а середній дохід на одну сім'ю — 61 077 доларів (медіана — 52 230). Медіана доходів становила 37 433 долари для чоловіків та 31 083 долари для жінок. За межею бідності перебувало 19,8 % осіб, у тому числі 29,4 % дітей у віці до 18 років та 5,2 % осіб у віці 65 років та старших.
Цивільне працевлаштоване населення становило 36 269 осіб. Основні галузі зайнятості: освіта, охорона здоров'я та соціальна допомога — 28,3 %, виробництво — 20,4 %, роздрібна торгівля — 11,8 %, мистецтво, розваги та відпочинок — 10,0 %.

## Персоналії
- Луїза Фазенда (1895—1962) — американська актриса
- Сідні Поллак (1934—2008) — американський кінорежисер, продюсер і актор.